# Жан Старобински
Жан Старобински (на френски: Jean Starobinski) е швейцарски литературен критик и историк на идеите.

## Биография
Роден е на 17 ноември 1920 г. в Женева, Швейцария. Освен образование по класическа филология, в Женевския университет той се дипломира и като медик психиатър. Трудовете му са представителни за т.нар. Женевска школа, която съчетава (класическа) психология и структурализъм.
Кариерата на Жан Старобински започва в годините след Втората световна война като асистент в литературната катедра на своя университет, но с приключване на медицинското си образование той работи и в университетската болница. В средата на 50-те години преподава в Университета „Джонс Хопкинс“. След завръщането си преподава в редица швейцарски университети. През 70-те години получава първите си титли хонориус кауза, а в 1987 – 1988 г. е поканен като лектор в Колеж дьо Франс.
Старобински е член на престижни общества и комитети.

## Научна дейност
Изследване върху Жан-Жак Русо донася трайна известност на Старобински след 1957 и от 1967 до 1993 г. той е председател на общество за неговото изучаване. През 1964 г. Старобински пръв публикува анаграмите, с които Фердинанд дьо Сосюр продължително се е занимавал. Посвещава редица значими трудове на меланхолията, така както е засвидетелствана в литературните и медицинските текстове.
През 2010 г. дарява своята лична колекция от 40 000 тома на Швейцарската библиотека.

## Признание и отличия
- 1965: Награда „Рамбер“
- 1974: Член на Американската академия на изкуствата и науките
- 1974: Член на Британската академия
- 1978: Член на Американската асоциация за модерни езици
- 1980: Член на Торинската академия на науките
- 1982: Европейска награда за есеистика Шарл Вейон
- 1984: Награда „Балзан“ за литература история и литературна критика
- 1986: Член на Германската академия за език и литература
- 1988: Член на Academia Europaea
- 1993: Ханзейска награда „Гьоте“
- 1998: Награда „Карл Ясперс“, Хайделберг
- 1998: Награда „Гринцане Кавур“
- 1998: Grand Prix de la Francophonie на Френската академия

Почетен доктор на
- Университета на Лил (1973),
- Брюкселския свободен университет (1979),
- Лозанския университет (1979),
- Чикагския университет (1986)[2],
- Колумбийския университет в Ню Йорк (1987),
- Монреалския университет (1988),
- Ньошателския университет (1989),
- Нантския университет (1992),
- Университета „Джонс Хопкинс“ (1993),
- Università degli Studi в Торино (1994),
- Университета на Осло (1994),
- Университета „Бабеш-Боляй“ в Клуж-Напока (1995),
- Университета на Урбино (1995)
- Федералното политехническо висше училище в Цюрих (1998).